# Кизилагаш (Іртиський район)
Кизилага́ш (каз. Қызылағаш) — село у складі Іртиського району Павлодарської області Казахстану. Входить до складу Селетинського сільського округу.
Населення — 281 особа (2021; 252 у 2009, 333 у 1999, 386 у 1989).
Національний склад станом на 1989 рік:
- казахи — 100 %.

Станом на 1989 рік село називалось Кзилагаш.